# Kelemen Didák
Tiszteletreméltó Kelemen Didák, O.F.M. Conv. (Baksafalva, ma Kézdialmás, Háromszék, 1683 – Miskolc, 1744. április 28.) hittérítő és író. 1717-ben a magyar minorita rend főnöke és generális komisszáriusa, majd 1720-ban a maga alapította nyírbátori kolostor főnöke lett. Rendkívül buzgó térítői munkát folytatott a tiszai részeken. Az országgyűléseken és vallásügyi komissziókon is érvényesítette befolyását hittársai érdekében. Számos iskolát és templomot épített, a szegények nagy pártfogója volt.

## Élete

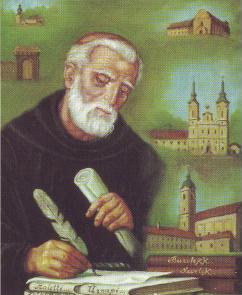
Páter Kelemen Didák minorita szerzetes

Páter Kelemen Didák minorita szerzetes 1683-ban született a háromszéki Kézdialmás-Baksafalván, de születésének pontos dátumát nem tudjuk, mert a lemhényi anyakönyvezés csak 1712-ben indult el.
A minorita rendbe lépett, majd 1704-ben Nagybányára küldték. Tanulmányait a minoriták eperjesi főiskoláján folytatta, majd kitűnő eredményei következtében tanári állást kapott itt. Tanárkodása nem tartott sokáig, mert az ellenreformáció időszakában különösen a Partiumban szükség volt a katolikus hit védelmezésére, templomok, iskolák építésére, s ezzel a feladattal bízták meg felettesei. Kétszer választották meg a minorita rend magyarországi tartományfőnökévé, először 1717-ben. 1720-ban a maga alapította báthori klastromnak főnöke lett.
Nevéhez fűződik a miskolci Nagyboldogasszony templom (minorita templomként ismert), rendház és iskola építése, a nyírbátori templom és rendház építése, a besztercei ferences rendház és templom restaurálása. A katolikus hitélet apostola 1744. április 28-án halt meg Miskolcon. Boldoggá avatása folyamatban van. Sírja, emléktáblája és arcmása az általa alapított templomban látható. P. Kelemen Didákot iskolák és templomok építőjeként tartják számon, emellett irodalmi munkássága is jelentős. Tizenhárom kötetnyi könyv szerzője, s e munkák közül legkiemelkedőbb a Búzafejek című prédikációs kötete, amely nyelvművelő szempontból is igen értékes.
Pfliegler J. Ferenc naplójának jegyzetei szerint dr. Pfliegler Kálmán törvényszéki orvosként jelen volt Kelemen Didák sírjának felnyitásánál. Elmondása alapján „egy pillanatra látták a látszólag épségben levő testet, majd az, a levegővel találkozván porrá lett, s csak sarui maradtak meg.”

## Emlékezete
- Miskolcon 1986-ban Kelemen Didák-emléktáblát helyeztek el a minorita templom falán (alkotója Tóth Sándor Munkácsy-díjas szobrászművész).
- Ómassán Kelemen Didák-kápolna épült.
- A kézdialmási iskola 1994-ben, Kelemen Didák halálának 250. évfordulóján felvette a nevét, jelezvén ezzel, hogy méltó elődöt lát benne a katolikus hitközösség, olyat, kinek élete, munkássága példaértékű az utókor számára.
- Fehérgyarmaton, a Kulturális Örökség Napok keretében, 2009. szeptember 20-án ünnepélyesen megnyitották a Kelemen Didák római katolikus könyvtárat – tisztelegve a Felső-Tiszavidék apostola előtt, aki a reformációt követő első fatemplomot felépítette Fehérgyarmaton, és munkásságával hozzájárult ahhoz, hogy Szatmárból ne tűnjön el a katolikus vallás.
- Miskolcon Kelemen Didák-díjat alapítottak 2013-ban.
- Miskolcon 2016. április 28-án elnevezték róla azt az utcát (tulajdonképpen a Hősök tere északi részét), ahol az általa alapított minorita templom, valamint a szintén általa alapított iskola jogutódja, a mai Földes Ferenc Gimnázium áll. 1947-1955 között már volt róla elnevezett utca Miskolcon: a selyemréti Latabár Endre utca korábbi neve volt.[2]
- A Tiszteletreméltó (Kelemen Didák szolgálata) címmel 90 perces filmalkotás készült az Éltető Lélek Alapítvány megbízásából, Czikora Ágnes rendezésében 2019-ben Miskolcon.
- Minden évben emléknapján, április 28-án ünnepségsorozatot rendeznek tiszteletére Miskolcon.

## Munkái
- Halotti prédikáczió. Midőn... néhai Koháry Judith; néhai Szalai Barkóczi György meghagyatott özvegye 1718. eszt. sz. Jakab havának 13. napján... eltemettetnék; minek-előtte az kaplonyi templomban ki vitetett volna Károly várában így prédikállott. Nagy-Szombat
- Búza fejek. Melyeket az evangéliombéli aratók után fel-szedegetvén, azaz az anyaszentegyház hív pásztorainak irásibul egybe keresvén és élő nyelvén tett praedikállása után kévébe kötve s ezen könyvben foglalván és advent első vasárnapjától fogvást husvétig való vasárnapokra alkalmaztatván, az könyvek nélkül szűkölködő praedikátorok, és más lelki éhező híveknek kedvekért kibocsátott. Kassa, 1729
- Lelki öröm. Melyet a midőn az régi, dicséretes, örök jó emlékezetű mélt. Báthori familiától, Seraphicus szent Ferencz atyának szerzetebéli minoritáknak fundált, s építtetett templom és klastrom, az 1599. eszt. tájban, a keresztyénség véret szomjuhozó kegyetlen pogányságtól egészen elégettetett, s az idők mostohaságában, kivált a klastromnak puszta kő fala is földig le rontatott, és ezen utolsó romlásában, az 1727 esztendőig pusztán állott és maradott volna, akkor az irgalmas könyörülő szent Istennek véghetetlen szent irgalmasságából, a Felséges dicsőségesen mostan uralkodó Károly császár, koronás apost. királyunk kegyelmes parancsolatja mellett, mélt. gróf nagykárolyi Károly Sándor... az fennevezett szent szerzetnek, ujabban resignálta, és abban... szabolcs megye ordinarius vice-ispánnya, tek. Krucsaj Márton... és több mélt. és fő fő uri, s egyházi személyek praesentiájában introdukálta volna;... élő nyelvével hirdetett. Uo. 1732
- Katikizmus... Uo. 1734
- Dicsértessék az Ur Jesus Kristus. A keresztény embernek zsidóval az idvösség dolgáról való beszélgetése. Melyben a keresztény megmutatja, hogy Kristus az világnak megigért Messiássa, és a profetiák jövendölése szerint e világra régen el jött: mindeneket bé töltött, az emberi nemzet vétkiért eleget tett és a világot megváltotta az Istennek egyetlen egy fia öröktől fogvást való igaz örök Isten. És az Ur Isten szent neve örök dicséretére, s lelkek épületére Seraphicus sz. Ferencz szerzetéből magyarországi sz. Erzsébeth provinciájából való egy szerzetes minorita conv. barát által ki bocsáttatik. Uo. 1736 (névtelenül)
- Üdvösséges tudomány
- Isten szolgája, P. Kelemen Didák, O.F.M. Conv. levelei. 1714–1743; sajtó alá rend. Rákos B. Raymund; Agiografiche, Róma, 1978
- Kelemen Didák műveiből; vál. Rákos Balázs Raymund; Tip. Detti, Róma, 1985